# 淨利率
純益率、淨利率(Net profit margin) 指的是稅後淨利占營收的百分比。
淨利率 = 稅後淨利 / 銷貨淨額
淨利率通常用于内部对比。准确的对不同的实体进行淨利率的比较是困难的。不同商业的运作方式以及财务分类有着极大的不同，以至于不同的实体被绑定到不同的费用级别上，为了使得这些实体之间的比较具有一定的意义。一个低的淨利率指出了一个低的安全率：将会有更高的可能性发生销售的下降导致收益的减少，最终导致净损失以及负收益。
收益率是一个公司定价策略以及成本控制一个指示符。竞争策略的不同以及产品的混合会引起不同公司之间收益率的巨大区别。

## 易淆
收益率会频繁的与利润混淆以来。企业家错误的声称收益率超过了100%并不是一件少有的事情。通常这些企业家都把产品的利润当作了产品成本的百分比。

## 收益率的意义
- 淨利率的计算是一种针对未来定价策略的参考。通过降价的方式降低该比率可以促进销售。

- 在计算淨利率后，它可以被用来与其他竞争者的收益率比较。它可以被用来在价格战中追赶竞争者。[2]

## 引用
1. ↑  . Investor Words. InvestorGuide.com.   [December 17, 2009]. （原始内容存档于2010-02-16）.
2. ↑  .   [2012-12-18]. （原始内容存档于2021-01-24）.